# Dipoena santaritadopassaquatrensis
Dipoena santaritadopassaquatrensis — вид аранеоморфних павуків родини павуків-тенетників (Theridiidae).

## Поширення
Ендемік Бразилії. Виявлений лише у муніципалітеті Санта-Рита-ду-Паса-Куатру. На типове місцезнаходження вказує видова назва D. santaritadopassaquatrensis.